# Idiocera (Idiocera) afghanica
Idiocera (Idiocera) afghanica is een tweevleugelige uit de familie steltmuggen (Limoniidae). De soort komt voor in het Palearctisch gebied.